# Leone (nome)
Leone  è un nome proprio di persona italiano maschile.

## Varianti
- Maschili: Leo[3]
  - Alterati: Lionello/Leonello[1][3], Leonillo[3], Leonetto[1][3], Lionetto[3], Leonino[3], Leoncino[3]
  - Composti: Leoluca[3]
  - Derivati: Leonio[3], Leonzio, Leoniero[3]
- Femminili: Leona[1][3], Lea[3]
  - Alterati: Lionella/Leonella[1][3], Leonilla[3], Leonetta[1][3], Lionetta[3], Leonina[3], Leoncina[3]
  - Derivati: Leonia[3]

### Varianti in altre lingue
- Armeno: Լեո (Leo)[2], Լեւոն (Lewon)[2]
- Basco: Lon[5]
- Catalano: Lleó[5]
  - Femminili: Lea[5]
- Ceco: Leoš[2]
  - Femminili: Leona[6]
- Croato: Leon[2], Leo[2]
- Danese: Leo[2], Leon[4]
- Estone: Leo[2]
- Finlandese: Leo[2]
- Francese: Léo[2], Léon[2][4], Lyon[4], Leo[2][4]
  - Femminili: Léone[6], Léonne[6]
- Georgiano: ლევან (Levan)[2]
- Greco antico: Λέων (Léōn)[2]
- Greco moderno: Λέων (Leōn)[2]
- Inglese: Leon[2][4]
  - Femminili: Leona[6], Leone[6], Leola[7]
- Latino: Leo[2][3][5]
  - Femminili: Lea[3][5]
- Lettone: Leons[2]
- Lituano: Leonas[2]
- Norvegese: Leo[2]
- Olandese: Leon[2], Leo[2]
- Polacco: Leon[2]
- Portoghese: Leão[2]
- Russo: Лев (Lev)[2], Лёв (Lëv)[2][4]
- Sloveno: Leon[2]
- Spagnolo: León[2][4][5]
  - Femminili: Lea[5]
- Svedese: Leo[2]
- Tedesco: Leon[2][4], Leo[2]
- Ucraino: Лев (Lev)[2]
- Ungherese: Leó
- Yiddish: לייב (Leib)[2]

## Origine e diffusione

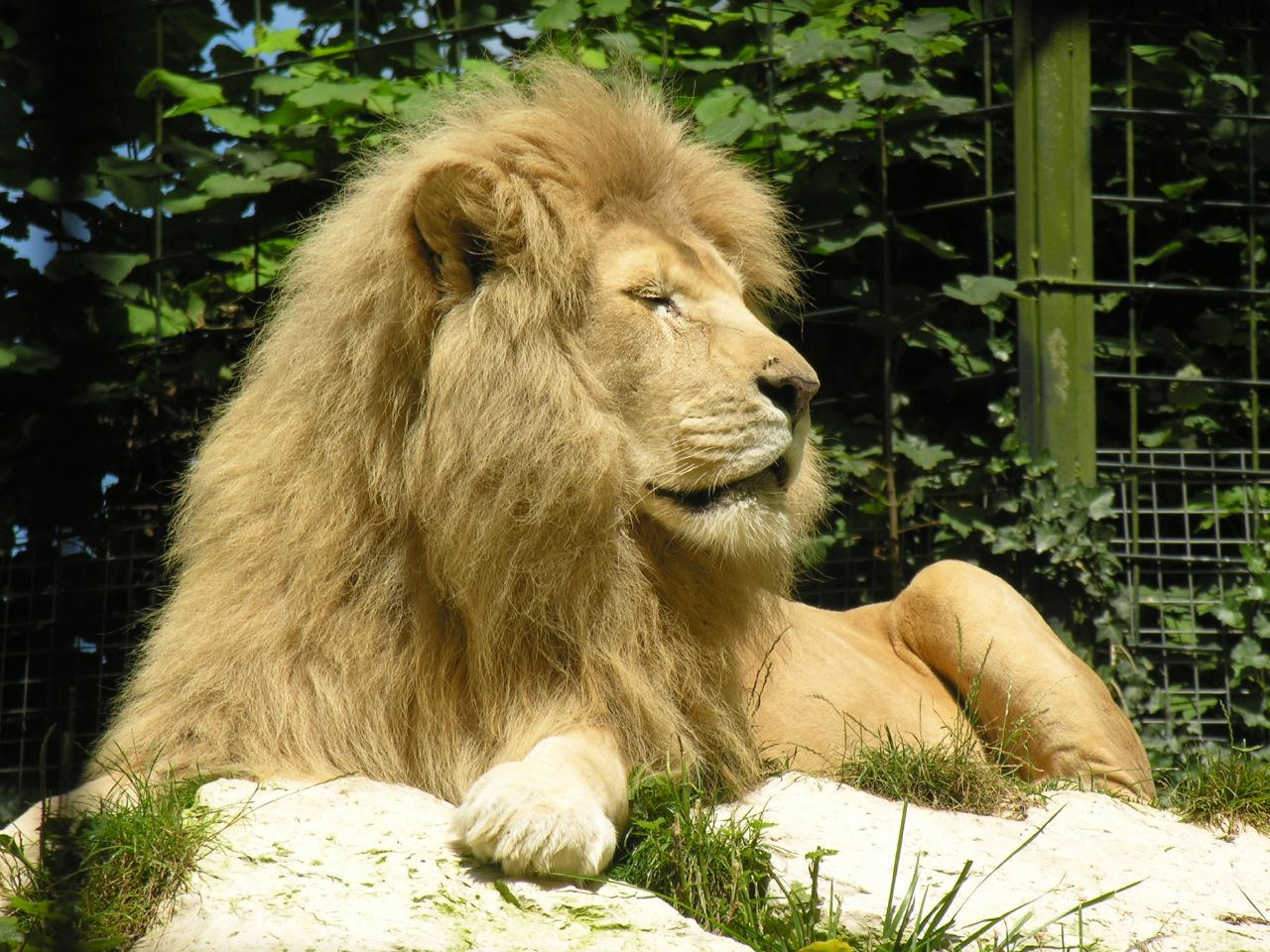
Un esemplare di leone (Panthera leo) nello zooparco di Beauval, a Saint-Aignan

Deriva da Λέων (Léōn), un nome greco piuttosto comune, tratto dall'omonimo sostantivo che vuol dire "leone"; anche tra i romani, seppur documentato con meno frequenza, era usato il cognomen Leo, dal vocabolo leo che era peraltro un prestito di quello greco. Questi due nomi, che erano sorti indipendentemente, finirono per fondersi in epoca cristiana, così che nelle varie lingue europee i loro derivati sono oggi usati più o meno intercambiabilmente; la situazione onomastica è ulteriormente complicata dal fatto che "Leo" è una comune abbreviazione di nomi che iniziano o finiscono in leo, come Leonardo, e "Lea" è anche una variante di Lia in molte lingue; a questi si aggiunga l'ebraico לֵב (Lev, "cuore"), che è simile alla forma russa Лев (Lev). 
Si tratta quindi di uno dei vari nomi che fanno riferimento al leone, come Osama, Aslan e Ari. Era molto frequente negli ambienti giudaici già in epoca greca e romana, come traduzione del nome יְהוּדָה (Yehudah, ossia Giuda, a cui tradizionalmente viene dato lo stesso significato), una diffusione che rimane costante anche in epoca moderna.
Di tutti i nomi italiani ispirati al mondo animale, anticamente molto diffusi, come Orso, Lupo, Cane e Falco, Leone è in effetti l'unico ad avere ancora una diffusione rilevante in epoca moderna. Questa popolarità è spiegata dalla presenza di quattordici pontefici, sei imperatori bizantini e cinque re d'Armenia e dal culto di vari santi, chiamati sia "Leo", sia "Leone". Negli anni 1970 il nome era ben diffuso in tutta Italia, con maggiore frequenza in Toscana ed Emilia-Romagna per alcune forme, con circa 12 000 occorrenze per Leone e 13 000 per Leo; tra i femminili, Lea dominava con 30 000 occorrenze, mentre a Leona (frequente soprattutto a Livorno) si preferivano in genere Leonella e Leonetta (150 occorrenze contro 3 500 e 2 000).
Nei paesi anglofoni il nome, nelle forme Leo e Leon, è in uso dal Medioevo. Dopo la Riforma protestante rimase in uso tra gli ebrei e i cattolici, ritornado in voga anche nel resto della popolazione a partire dal XIX secolo.

## Onomastico

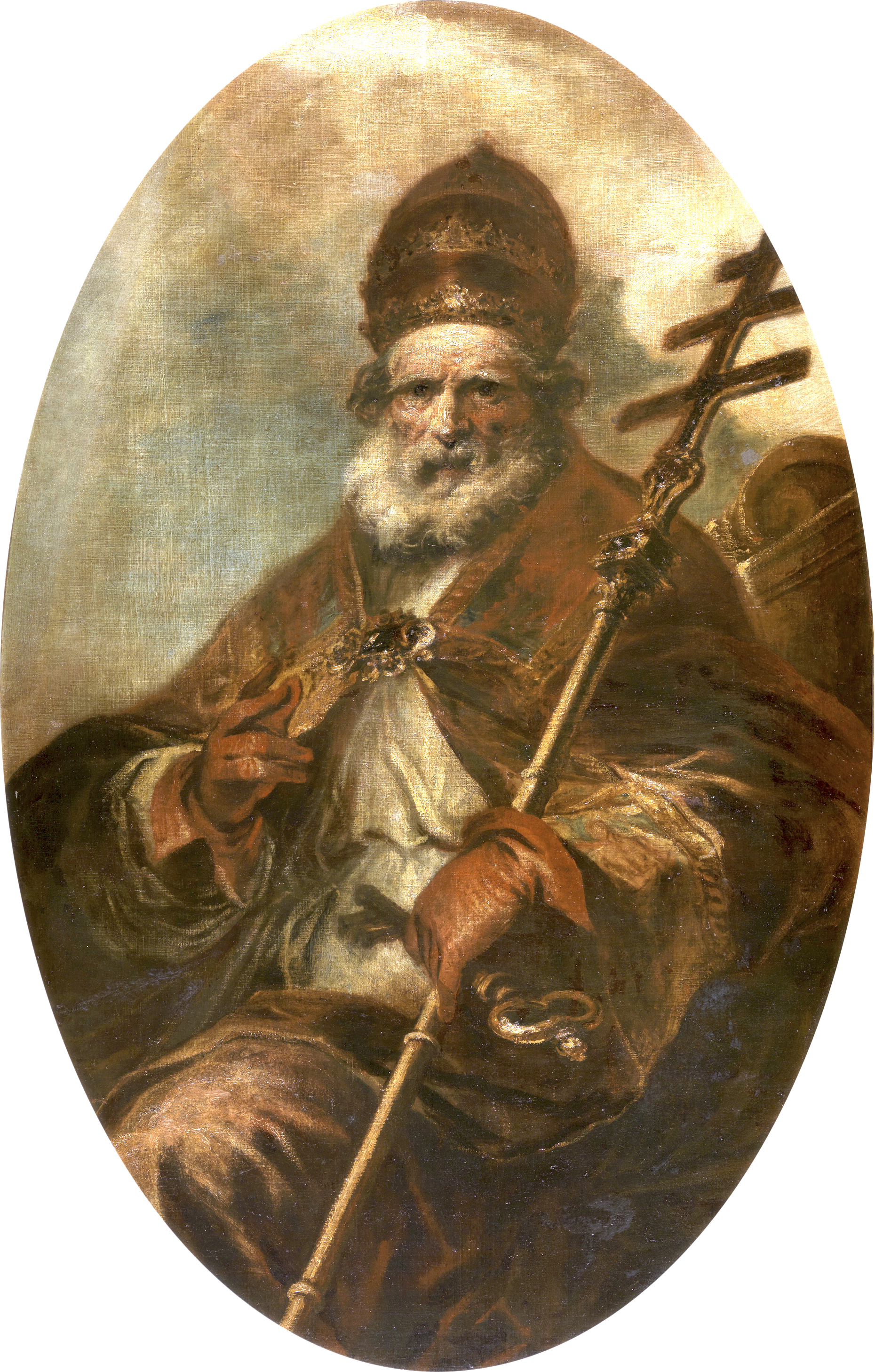
Papa Leone I "Magno"

L'onomastico si può festeggiare in memoria di più santi, alle date seguenti:
- 6 febbraio, san Leo Karasumaru, terziario francescano, uno dei martiri di Nagasaki[10]
- 18 febbraio, san Leone, martire a Patara in Licia[10]
- 20 febbraio, san Leone II il Taumaturgo, vescovo di Catania[10][11]
- 1º marzo, san Leone, vescovo di Rouen, martire presso Bayonne in Guascogna[10][11]
- 13 marzo, san Leone, vescovo di Chieti[12]
- 14 marzo, san Leone, vescovo, martirizzato nell'Agro Verano a Roma dagli ariani[10][11]
- 22 marzo, santa Lea, vedova romana[5][13]
- 19 aprile, san Leone IX, papa[10][11]
- 22 aprile, san Leone, vescovo di Sens[10][11]
- 5 maggio, san Leo o Leone di Africo, eremita calabrese[10][11]
- 25 maggio, san Leone, abate a Mantenay presso Troyes[10]
- 12 giugno, san Leone III, papa[10][11]
- 30 giugno, san Leone, martire in Africa[5][10]
- 3 luglio, san Leone II, papa[10][11]
- 12 luglio, san Leone I, abate di Cava[10][11]
- 17 luglio, san Leone IV, papa[10][11]
- 20 luglio, san Leone Ignazio Mangin, sacerdote gesuita e martire a Zhujiahe, Cina[11]
- 1º agosto, san Leo, vescovo di Montefeltro[10][11]
- 10 novembre, san Leone Magno, papa e dottore della Chiesa[10][11]

Si ricordano anche alcuni beati, alle date seguenti:
- 19 agosto, beato Leone II, abate di Cava[10]
- 10 ottobre, beato Leon Wetmański, vescovo, morto nel campo di concentramento di Soldau[11]
- 31 ottobre, beato Leon Nowakowski, sacerdote e martire a Piotrków Kujawski[11]

## Persone
- Leone I, papa
- Leone X, papa
- Leone XI, papa
- Leone XIII, papa
- Leone XIV, papa

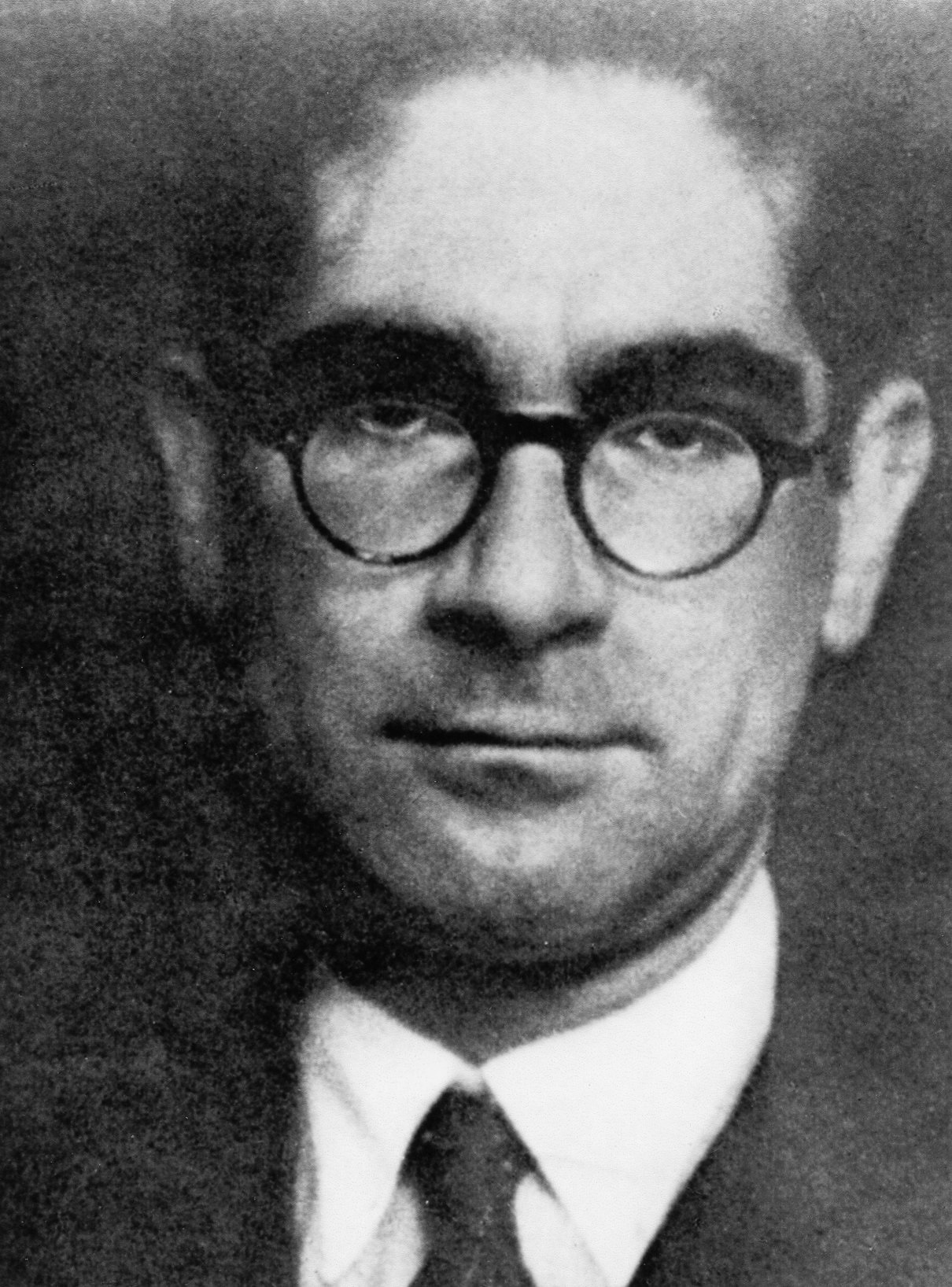
Leone Ginzburg

- Leone I il Trace, imperatore bizantino
- Leone III Isaurico, imperatore bizantino
- Leone V l'Armeno, basileus autocratore dei romei
- Leone VI il Saggio, imperatore bizantino
- Leone Allacci, teologo e studioso greco
- Leone Caetani, islamista, orientalista e politico italiano naturalizzato canadese
- Leone Di Lernia, cantautore e conduttore radiofonico italiano
- Leone Ginzburg, letterato e antifascista italiano
- Leone Leoni, scultore, collezionista d'arte e medaglista italiano
- Leone Sinigaglia, compositore italiano
- Leone Wollemborg, economista, giornalista e politico italiano

### Variante Leon

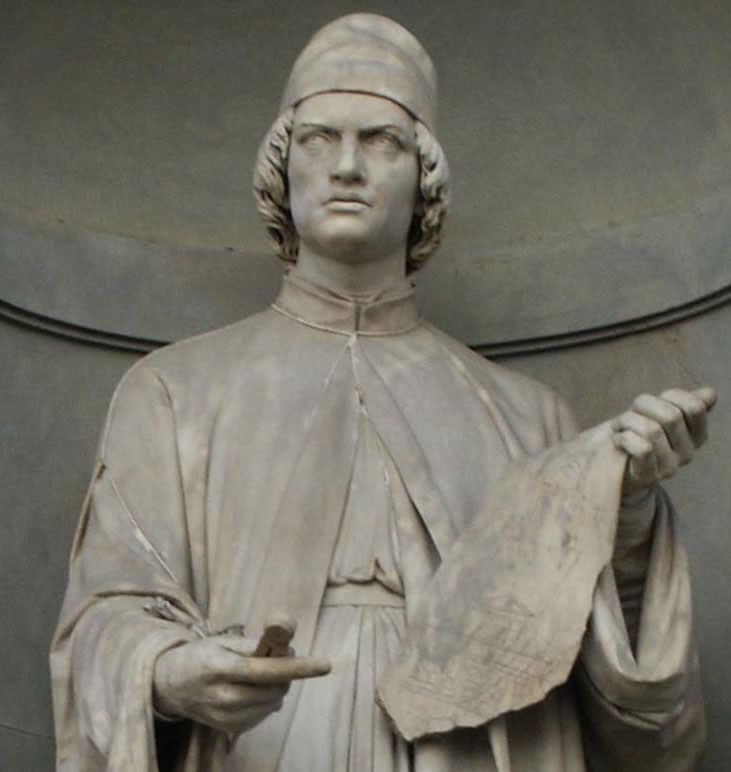
Leon Battista Alberti

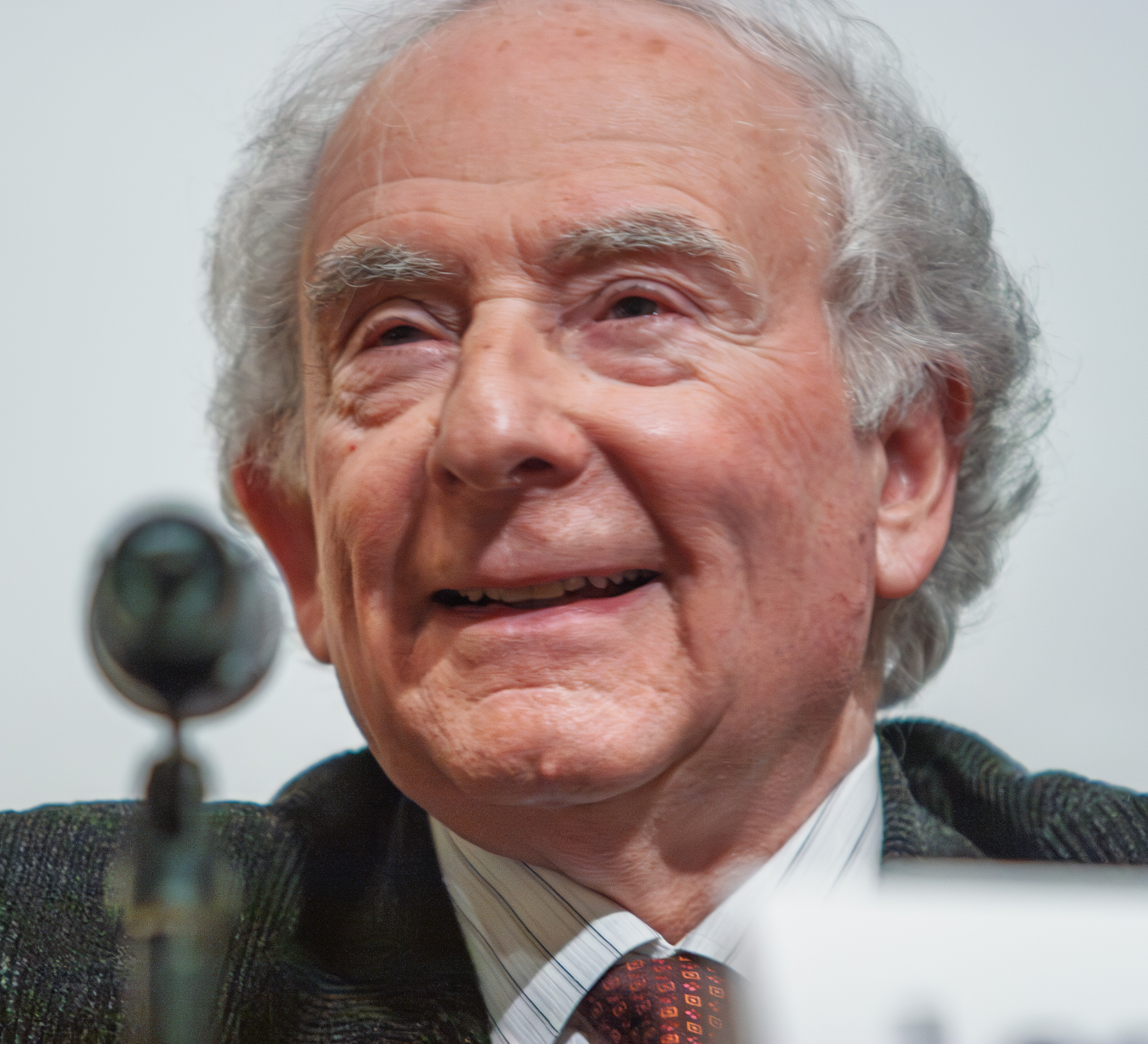
Leon Cooper

- Leon Battista Alberti, architetto, scrittore, matematico e umanista italiano
- Leon Botha, pittore, produttore discografico e disc jockey sudafricano
- Leon Camier, pilota motociclistico britannico
- Leon Cooper, fisico statunitense
- Leon Czolgosz, anarchico statunitense
- Leon Garfield, scrittore e sceneggiatore britannico
- Leon Lederman, fisico statunitense
- Leon Pancaldo, navigatore italiano
- Leon Panetta, politico e militare statunitense
- Leon Petrażycki, giurista, filosofo e sociologo del diritto polacco
- Leon Pinsker, medico polacco
- Leon Rupnik, militare jugoslavo
- Leon Russell, cantante, musicista, compositore, e produttore discografico statunitense
- Leon Russom, attore statunitense
- Leon Washington, giocatore di football americano statunitense

### Variante León

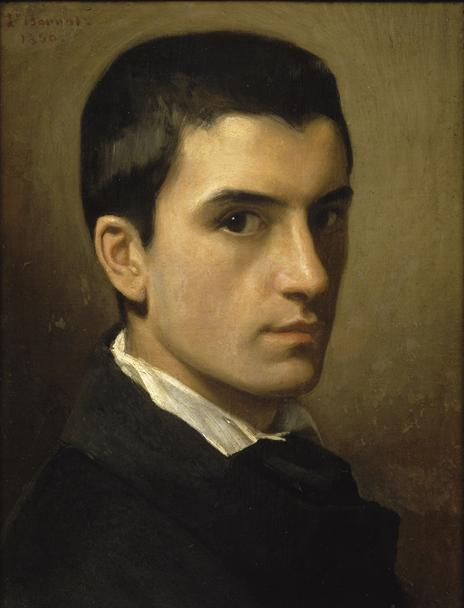
Léon Bonnat

- León Cortés Castro, politico portoricano
- León de Greiff, poeta e diplomatico colombiano
- León Febres Cordero, politico ecuadoriano
- León Klimovsky, regista, sceneggiatore e attore argentino
- Léon Spilliaert, pittore belga

### Variante Léon

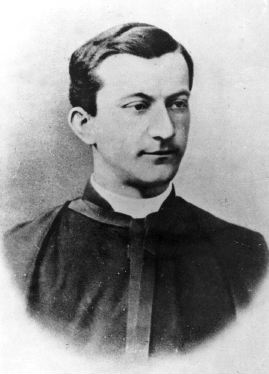
Léon Gustave Dehon

- Léon Bloy, scrittore, saggista, poeta e giornalista francese
- Léon Blum, politico francese
- Léon Bonnat, pittore francese
- Léon Comerre, pittore e scultore francese
- Léon Croizat, biologo, botanico ed esploratore italiano naturalizzato venezuelano
- Léon Degrelle, politico e militare belga
- Léon Gustave Dehon, presbitero francese
- Léon d'Hervey de Saint-Denys, linguista, sinologo e traduttore francese
- Léon Dufourny, architetto francese
- Léon Gambetta, politico francese
- Léon Jouhaux, sindacalista e politico francese
- Léon Lhermitte, pittore francese
- Léon Walras, economista francese

### Variante Leo

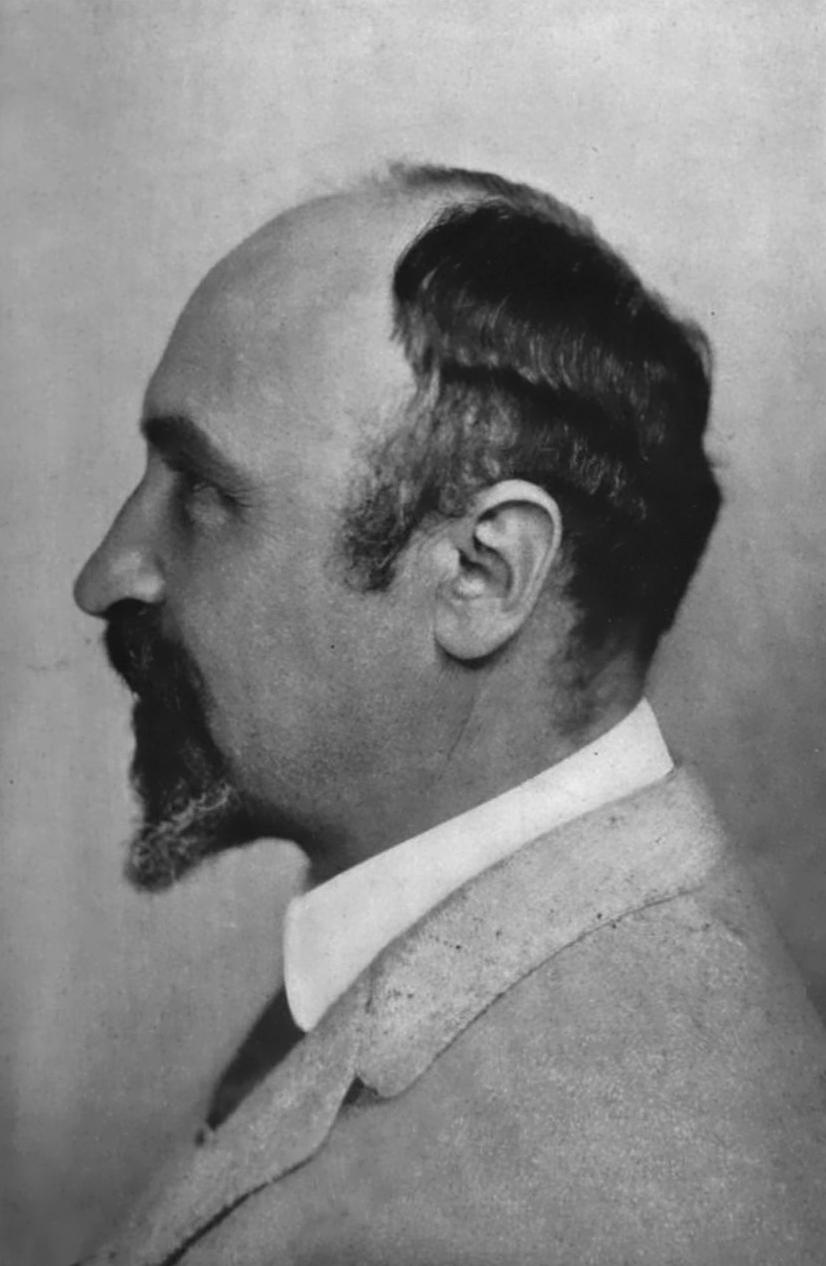
Leo Baekeland

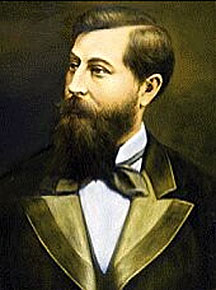
Léo Delibes

- Leo Amery, giornalista e politico britannico
- Leo Baeck, rabbino, filosofo ed educatore tedesco
- Leo Beenhakker, allenatore di calcio olandese
- Leo G. Carroll, attore inglese
- Leo Choirosphaktes, funzionario e scrittore bizantino
- Leo Fall, compositore austriaco
- Leo Ferrero, scrittore e drammaturgo italiano
- Leo Genn, attore britannico
- Leo McCarey, regista e sceneggiatore statunitense
- Leo Morandi, imprenditore e inventore italiano
- Leo Pardi, etologo e zoologo italiano
- Leo Strauss, filosofo tedesco naturalizzato statunitense
- Leo Valiani, giornalista, antifascista, politico e storico italiano
- Leo White, attore britannico naturalizzato statunitense

### Variante Léo
- Léo Delibes, compositore francese
- Léo Ferré, cantautore, poeta, scrittore e anarchico monegasco
- Léo Malet, scrittore francese
- Léo Taxil, scrittore e giornalista francese

### Variante Lev
- Lev II di Galizia, zar russo

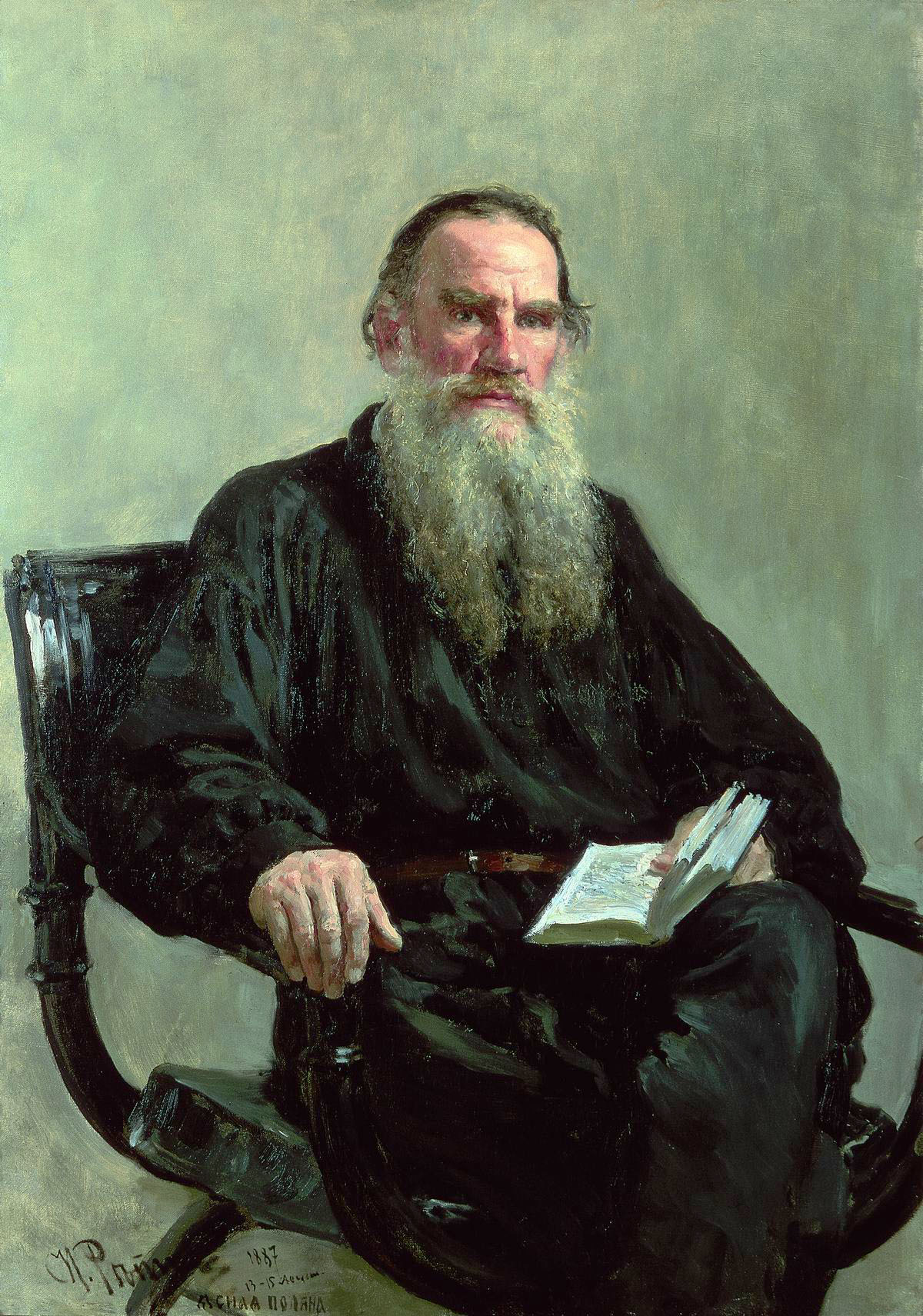
Lev Tolstoj

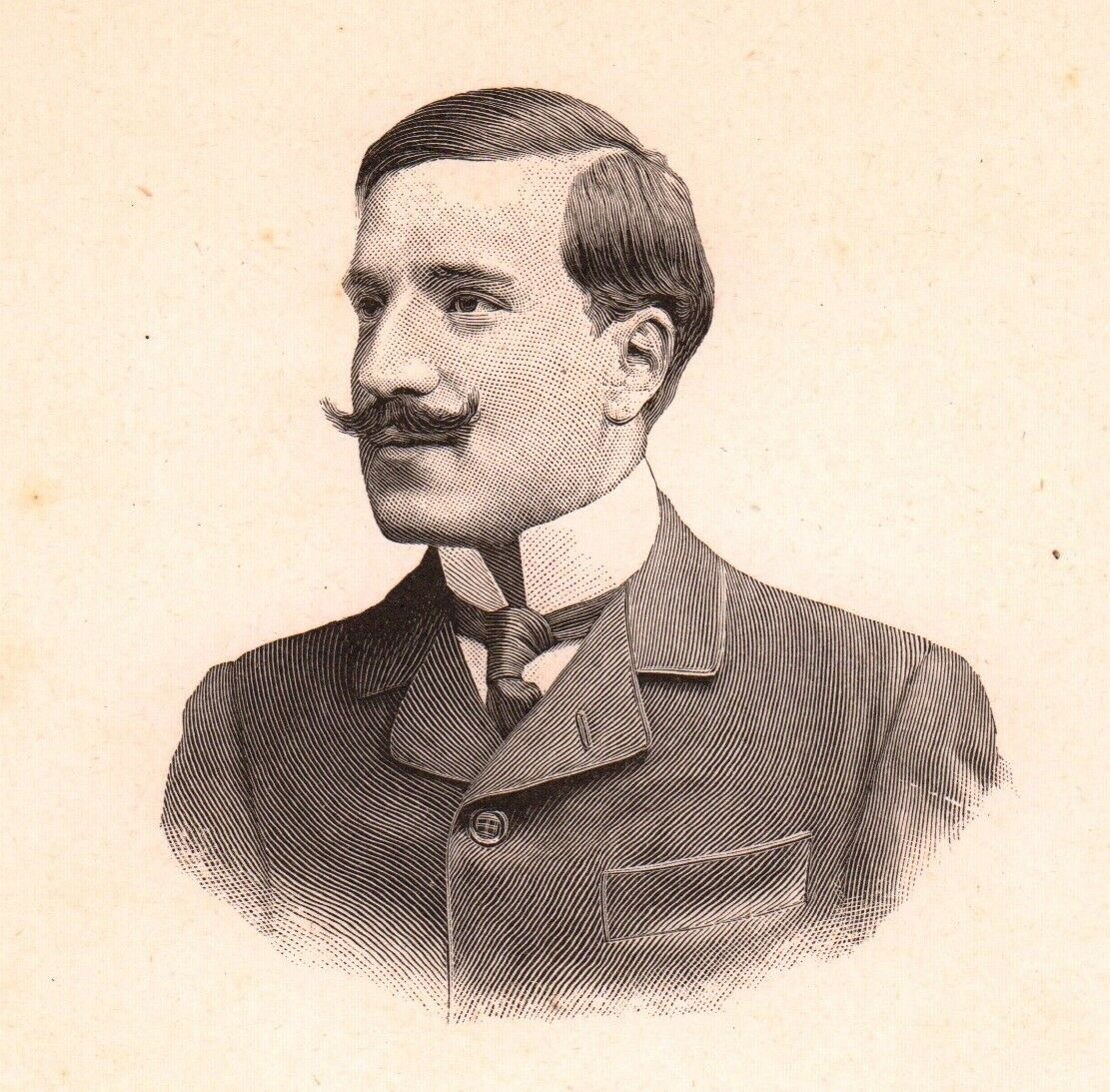
Leonetto Cappiello

- Lev Černyj, politico, poeta, giornalista, scrittore e filosofo russo
- Lev Dodin, regista teatrale russo
- Lev Gumilëv, storico, etnologo e antropologo sovietico
- Lev Jašin, calciatore e hockeista su ghiaccio sovietico
- Lev Kamenev, rivoluzionario e politico russo
- Lev Landau, fisico sovietico
- Lev Šestov, filosofo e scrittore russo
- Lev Termen, inventore sovietico
- Lev Tichomirov, giornalista, scrittore e rivoluzionario russo
- Lev Tolstoj, scrittore, filosofo, educatore e attivista sociale russo
- Lev Trockij, politico, rivoluzionario, politologo e militare sovietico
- Lev Vygotskij, psicologo e pedagogista sovietico

### Altre varianti maschili
- Levan, re di Cachezia
- Leonetto Amadei, giurista e politico italiano
- Leonetto Cappiello, pubblicitario, illustratore, pittore e caricaturista italiano naturalizzato francese
- Leonetto Cipriani, politico italiano
- Leonino Da Zara, aviatore, pilota automobilistico e scrittore italiano
- Leó Frankel, politico ungherese
- Leoš Janáček, compositore, musicologo e musicista ceco
- Levan Kutalia, calciatore georgiano
- Levan Mch'edlidze, calciatore georgiano
- Leó Szilárd, fisico, inventore e scrittore ungherese naturalizzato statunitense
- Lewon Ter-Petrosyan, politico e storico armeno

### Variante femminile Leona
- Leona Detiège, politica belga

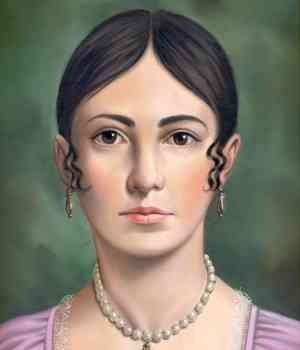
Leona Vicario

- Leona Helmsley, imprenditrice statunitense
- Leona Lewis, cantautrice, attrice e personaggio televisivo britannica
- Leona Mitchell, soprano statunitense
- Leona Vicario, rivoluzionaria messicana
- Leona Woods, fisica statunitense

### Variante femminile Lea

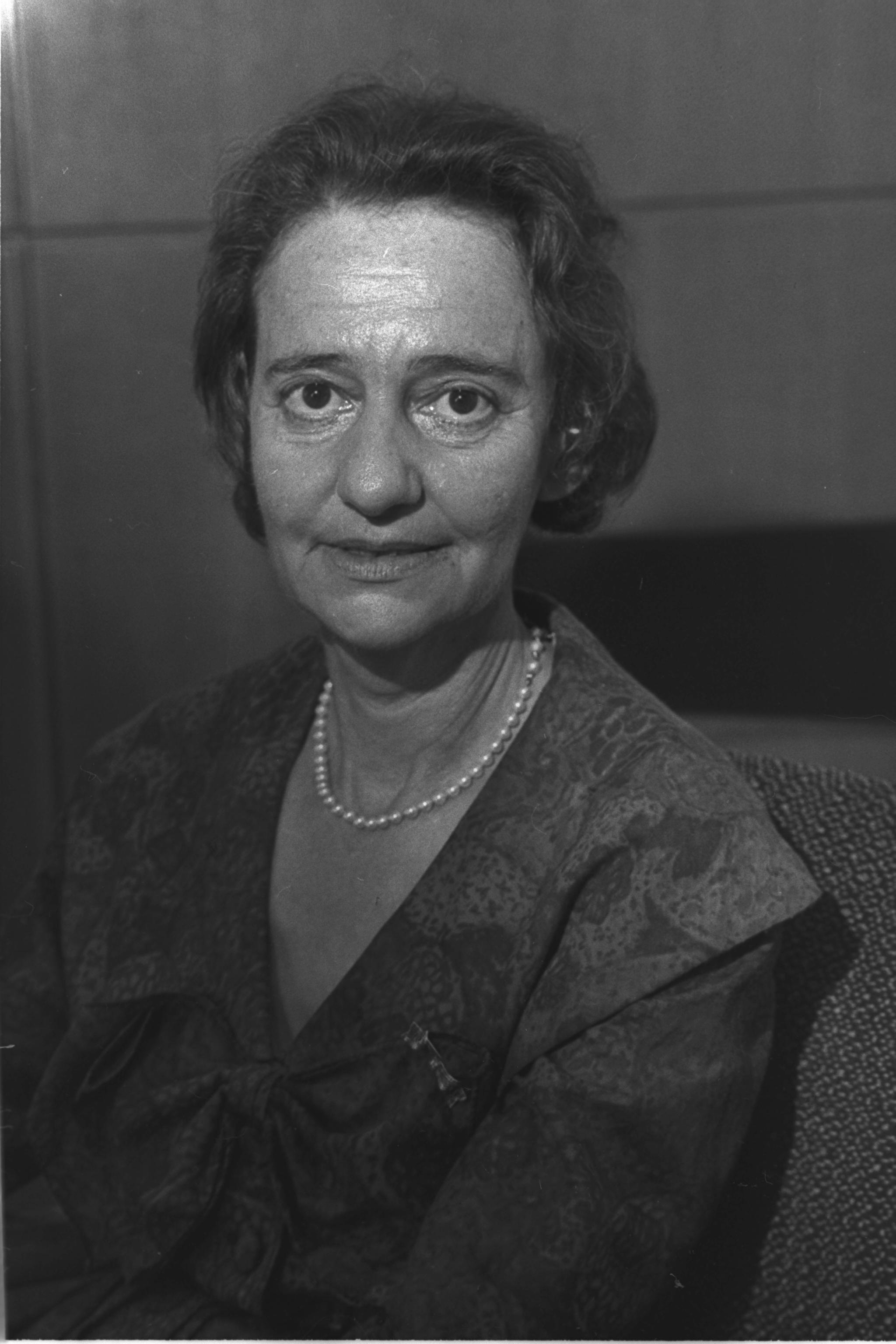
Lea Goldberg

- Lea Garofalo, testimone di giustizia italiana
- Lea Giunchi, attrice italiana
- Lea Goldberg, traduttrice e scrittrice israeliana
- Lea Massari, attrice e modella italiana
- Lea Melandri, giornalista, attivista e saggista italiana
- Lea Michele, attrice, cantautrice e ballerina statunitense
- Lea Padovani, attrice italiana
- Lea Pericoli, tennista, conduttrice televisiva, telecronista sportiva e giornalista italiana
- Lea Salonga, attrice, cantante, produttrice teatrale e personaggio televisivo filippina
- Lea Thompson, attrice e regista statunitense

## Il nome nelle arti
- Leone è il protagonista della serie animata Leone il cane fifone.
- Leo è uno dei protagonisti della serie animata Little Einsteins.
- Leone, detto "Leo", è uno dei protagonisti della miniserie televisiva Braccialetti rossi.
- Leone Abbacchio è un personaggio della serie manga Le bizzarre avventure di JoJo.
- Léon "Lleca" Benítez è un personaggio della telenovela Teen Angels.
- Leo (Leone) Correani è un personaggio della serie televisiva Braccialetti rossi.
- Leo Getz è un personaggio della serie di film Arma letale.
- Leona Heidern è un personaggio del videogioco The King of Fighters.
- Leo Johnson è un personaggio della serie televisiva I segreti di Twin Peaks.
- Leon Scott Kennedy è un personaggio della saga videoludica di Resident Evil.
- Léon Morin è un personaggio del film del 1961 Léon Morin, prete, diretto da Jean-Pierre Melville.
- Leo Valdez è un personaggio dei romanzi della serie Eroi dell'Olimpo, scritta da Rick Riordan.
- Leo Wyatt è un personaggio della serie televisiva Streghe.
- Leon è un personaggio della saga videoludica di Dead or Alive.
- Léon Vargas è un personaggio della telenovela Violetta.
- Leone Cosimato è il personaggio protagonista, interpretato da Herbert Ballerina, del film del 2016 Quel bravo ragazzo, diretto da Enrico Lando.
- Leona è un campione giocabile nel videogioco League of Legends.
- Orchetto Leo e Leo degli Elfi sono dei personaggi della serie televisiva Melevisione.